# Municipio de Jefferson (condado de Putnam)
El municipio de Jefferson (en inglés: Jefferson Township) es un municipio ubicado en el condado de Putnam en el estado estadounidense de Indiana. En el año 2010 tenía una población de 1252 habitantes y una densidad poblacional de 11,76 personas por km².

## Geografía
El municipio de Jefferson se encuentra ubicado en las coordenadas 39°34′15″N 86°43′12″O / 39.57083, -86.72000. Según la Oficina del Censo de los Estados Unidos, el municipio tiene una superficie total de 106.45 km², de la cual 106,45 km² corresponden a tierra firme y (0 %) 0 km² es agua.

## Demografía
Según el censo de 2010, había 1252 personas residiendo en el municipio de Jefferson. La densidad de población era de 11,76 hab./km². De los 1252 habitantes, el municipio de Jefferson estaba compuesto por el 97,76 % blancos, el 0,48 % eran afroamericanos, el 0,08 % eran amerindios, el 0,16 % eran asiáticos, el 0,16 % eran de otras razas y el 1,36 % eran de una mezcla de razas. Del total de la población el 0,48 % eran hispanos o latinos de cualquier raza.